# Stadhuis van Klundert
Het stadhuis van Klundert is een monumentaal gebouw aan Stadhuisring 1 te Klundert.

## Geschiedenis
Prins Maurits schonk bij akte d.d. 26 november 1620 een bedrag van 2000 gulden "vant maecken van een nieuw stadthuys". Bovendien kregen de bestuurders van Klundert machtiging van de prins om een extra belasting te mogen heffen. Ook schonk Maurits de benodigde hardsteen. Toen het bouwwerk werd aanbesteed bleek de geraamde 5000 gulden ontoereikend. De totale kosten zouden zeker 3400 gulden meer bedragen.  "Uyt speciale gratie ende gunste" schonk Maurits een extra bedrag van 3000 gulden aan Klundert. De conditie was wel dat alle verdere kosten van de bouw en van het onderhoud voor rekening van de inwoners van Klundert zouden komen, die moesten beloven om het gebouw - "nu ende alle toecomenden tijden" - in goede staat te zullen onderhouden. 
Het gebouw werd in 1621 gebouwd naar een ontwerp van Melchior van Herbach in maniëristische stijl. Het rechthoekige gebouw is opgetrokken uit rode en gele bakstenen. het gebouw heeft twee trapgevels waartussen een zadeldak is aangebracht. Boven de ingang, die voorzien is van een bordes met toegangstrappen, bevindt zich een topgevel die versierd is met klauwstukken, obelisken en een gebroken fronton. Daarop bevindt zich een beeld van Vrouwe Justitia. Direct boven de ingang bevindt zich in een cartouche het wapen van Prins Maurits. De beide leeuwen op de balustrade van het bordes houden respectievelijk het wapen van Noord-Brabant en Klundert vast.
Het rijkelijk met natuurstenen ornamenten versierde uiterlijk van het gebouw is in de loop der eeuwen nauwelijks veranderd, maar de inrichting is sterk gewijzigd. Het gebouw werd in 1910 gerestaureerd en in de periode tussen 1949 en 1953. Sinds 1968 is het gebouw erkend als rijksmonument. Het gebouw doet nog dienst als officiële trouwlocatie van de gemeente Moerdijk.